# Mietvilla Marie Johanna Loebel
Die Mietvilla Marie Johanna Loebel liegt im Ursprungsstadtteil Alt-Radebeul der sächsischen Stadt Radebeul, in der Gellertstraße 6. Sie wurde 1888 von den Gebrüdern Ziller für Marie Johanna verw. Loebel geb. Nicolai errichtet.

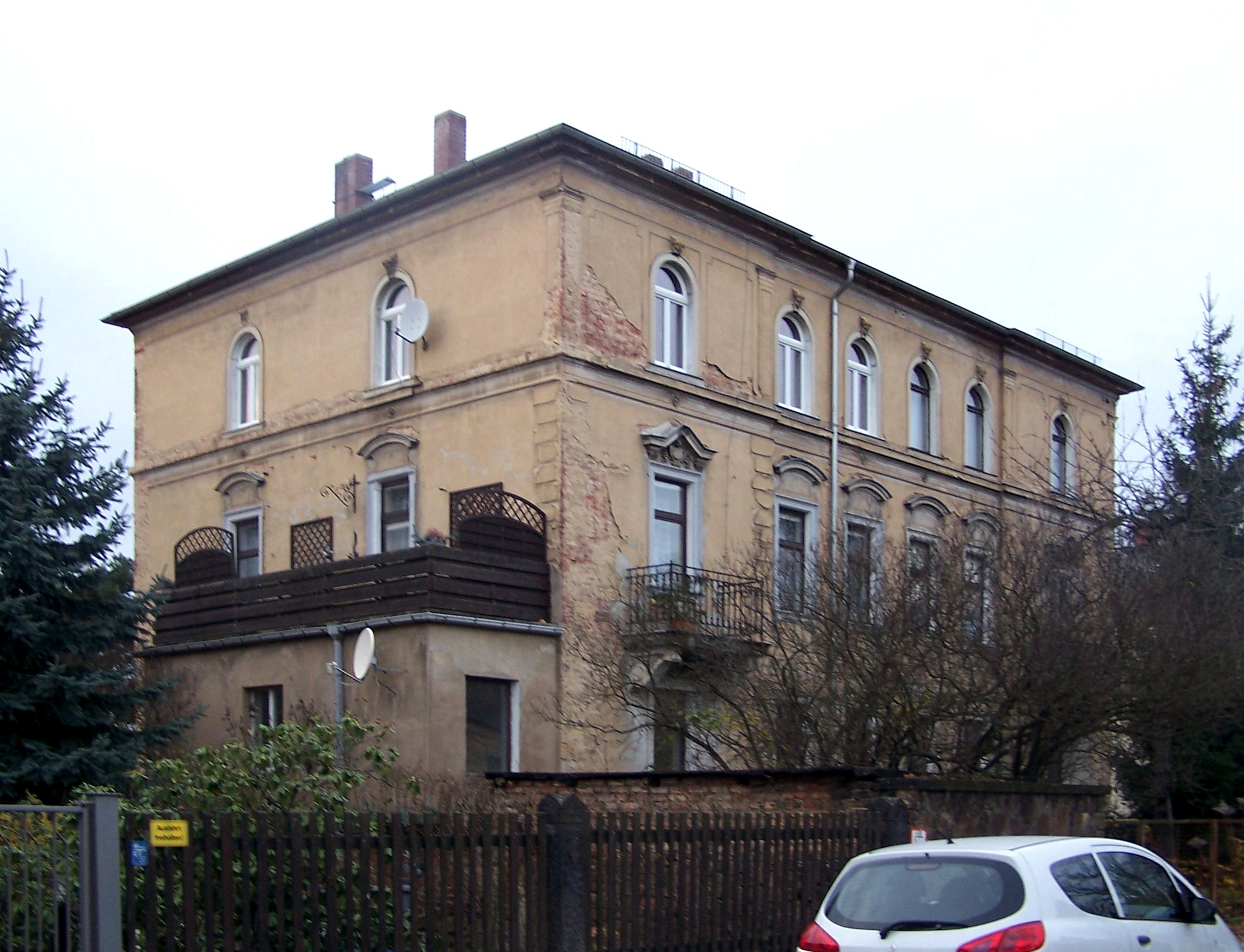
Mietvilla Marie Johanna Loebel

## Beschreibung
Die dreigeschossige, unter Denkmalschutz stehende Mietvilla ist ein „beinahe stadtpalaisartiges“ Wohnhaus von sechs zu zwei Fensterachsen. Es steht auf einem Bruchsteinsockel und hat ein flaches Walmdach.
Der Putzbau mit Eckquaderungen und Putzfelder-Teilungen zeigt in der Hauptansicht eine streng symmetrische Fassade mit einachsigen Seitenrisaliten mit Balkonen auf Konsolen, darüber barockisierende Giebelverdachungen. Die anderen Rechteckfenster des Hauptgeschosses im ersten Stock tragen Segmentbogenverdachungen. Ein Sohlbankgesims trennt erstes und zweites Obergeschoss, die Fenster in letzterem sind rundbogig ausgebildet und durch einen Schlussstein bekrönt.
In der linken Seitenansicht steht ein Verandaanbau, der bereits im Jahr 1889 nachträglich angesetzt wurde.